# Centraugaptilus porcellus
Centraugaptilus porcellus is een eenoogkreeftjessoort uit de familie van de Augaptilidae. De wetenschappelijke naam van de soort is voor het eerst geldig gepubliceerd in 1936 door Johnson M.W..